# 埃爾貝恩多夫巴赫河
51°0′6.7″N 8°15′51.7″E / 51.001861°N 8.264361°E
埃爾貝恩多夫巴赫河（德語：Elberndorfer Bach），是德國的河流，位於該國西部，流經北萊茵-威斯特法倫州，屬於埃德河的左支流，河道全長9公里，流域面積10.7平方公里。